# 诺亚纪
诺亚纪（Noachian）是火星上的一个地质系统和早期地质年代，其特点是陨石和小行星撞击率高，可能存在丰富的地表水。诺亚时期的绝对年龄尚不确定，但可能对应于41至37亿年前的月球前酒海纪至早雨海世，这段时期被称为后期重轰炸期。月球和火星上的许多大型撞击盆地就形成于这一时期。诺亚时期大致相当于地球上可能出现了第一批生命形式的冥古宙和太古宙早期。
火星上诺亚时代的地形是寻找地外生命化石证据着陆器的主要登陆点。诺亚期间，火星大气层比今天稠密，气候可能温暖到可以降雨；南半球曾存在着大型湖泊和河流，并且海洋可能覆盖了低洼的北部平原；塔尔西斯地区发生了大规模的火山活动，产生出庞大的火山物质（塔西斯隆起）并向大气层释放了大量的气体。表层岩石的风化产生了多种粘土矿物（页硅酸盐），这些矿物都是在有利于生命的化学条件下形成的。

## 名称来源及描述
“诺亚系”和“诺亚纪”是以诺亚高地（意为“诺亚之地”）命名，这是希腊盆地以西一处布满撞击坑的高地。诺亚系典型地貌区分布于诺亚区 (MC-27) 南纬 45度、西经340度周围。大尺度上（>100 米），诺亚地表丘陵林立和崎岖坎坷，类似于月球高地。诺亚地形由许多重叠和交错的古陨坑喷射物毯组成，来自大型撞击盆地的山地边缘物质和隆起的基底岩也很常见（参见安西瑞斯山）。大型撞击坑的分布密度非常高，每百万公里2约有 400 座直径大于 8 公里的陨石坑。诺亚时代单元覆盖了45%的火星表面，它们主要分布在火星南部高地，但也存在于北部大片地区，如滕比和克珊忒高地、阿刻戎堑沟群和伊希斯盆地（利比亚山）周围。

## 诺亚年代和地层

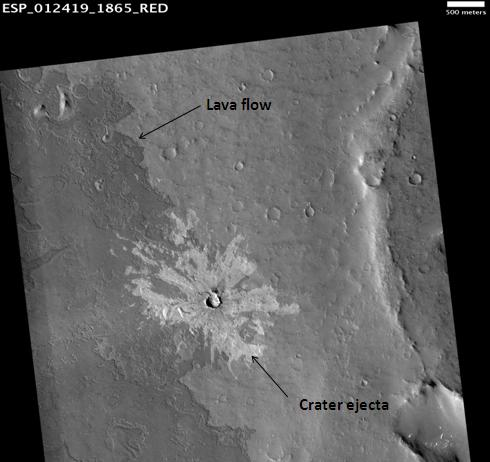
显示了叠加关系的高分辨率成像科学设备图像，让地质学家得以确定地表单元的相对年龄的。深色的熔岩流（更年轻）叠压在右侧浅色、更坑洼的地形（更古老的熔岩流？）之上，中间陨石坑的喷出物覆盖了两侧单元，表明陨石坑是该图像中最年轻的特征（请参见右侧的横截面示意图）。

火星的时间周期是基于探测器图像对地表单元的地质测绘而划分。地表单元是一种具有独特质地、色泽、反照率和光谱特性的地形，或一组与其他地表单元相区别的地表形态，且范围大到足以显示在地图上。制图员使用20世纪60年代早期开创的地层学方法对月球进行了摄影地质研究。尽管基于表面特征，但表面单元不是地表本身或地形组，它是一种“推断”的地质单元（如组），表示地表下片状、楔状或板状岩体。地表单元可以是撞击坑喷出沉积物、熔岩流或任何可在三维空间中表示为一层由上下相邻单元限定的离散地层（如右图所示）。利用叠加（如左图所示）、横切关系和撞击坑密度与年龄关系等原理，地质学家可将这些单元按最古老到最年轻的相对年龄顺序进行排序。相似年龄的单位在全球范围内被划分为更大的时间地层（年代地层）单位，称为系。对于火星，定义了三种系：诺亚系、赫斯珀里亚系和亚马逊系。位于（早于）诺亚系之下的地质单元（更古老）被非正式地指定为前诺亚系，相当于诺亚系的地质时间（地质年代）是诺亚纪，诺亚系的岩石或地表单元形成或沉积于诺亚纪时期。

### 系统与周期
| 编 史地质年代学和地层学单位 |                        |                                       |
| 年代地层学中的岩（岩层）段  | 地质年代学中的时间跨度 | 备注（火星）                          |
| 宇                          | 宙                     | 不用于火星。                          |
| 界                          | 代                     | 不用于火星。                          |
| 系                          | 纪                     | 总计3种，长约108至109年。             |
| 统                          | 世                     | 总计8种，长约107至108年。             |
| 阶                          | 期                     | 不用于火星。                          |
| 带                          | 时                     | 小于期/阶；非国际地层委员会所用时标。 |

“系”和“ 纪”在正式地层命名法中是不可互换的，尽管它们在流行读物中经常被混淆。系是一种理想化的地层柱，它基于某一典型区域（典型剖面）的物理岩石记录，这一记录与全球许多不同位置的岩石剖面相关联。一种系与上下相邻的边界地层有明显不同的特征（在地球上，通常是标准化石），表明主要动物群或环境条件发生了显著（通常为突发性的）改变（参见白垩纪-古近纪边界示例）。
在任何地方，给定地层系中的岩石剖面都容易包含空隙（非整合），就像书中的缺页。在某些地方，由于未产生沉积或后来的侵蚀，该系中的岩石完全缺失。例如，美国中东部内陆大部分地区都不存在白垩纪系的岩石，但是，那里肯定仍经历过白垩纪时期。因此，地质时期代表形成该地层系的沉积时段，且包含所有空隙中存在的未知时长。时期以年为单位，由放射性定年确定。在火星上，除了来源于地层背景未知的火星陨石外，无法获得放射性年龄。相反，火星上的绝对年龄是由撞击坑密度决定的，这在很大程度上取决于随时间变化的陨石坑形成模型。因此，火星各时期准确的开始和结束时间都无法确定，尤其是赫斯珀里亚/亚马逊边界，其误差可能达到2或3倍。

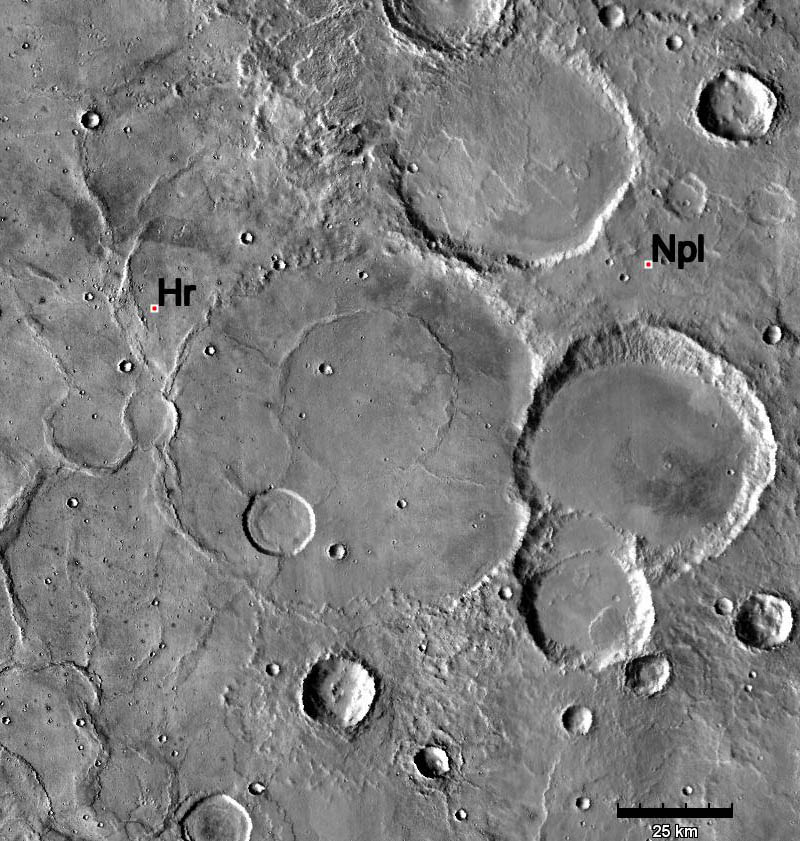
诺亚系和赫斯佩里亚系的地质接触。赫斯珀里亚脊状平原(Hr)围绕并叠压在更古老的诺亚陨坑平原(Npl)上。请注意，脊状平原部分掩埋了许多古老的诺亚时代陨石坑。该图像为热辐射成像系统红外拼接图，类似海盗号拍摄的照片。

### 边界和细分
火星上许多地区，诺亚系的顶层覆盖着更稀疏的陨石坑和脊状平原材质，这些材质被解释为巨大的洪流玄武岩，其成分与月球的月海相似。这些脊状平原构成了较年轻的赫斯珀里亚系的基础（右图），诺亚系的地层下边界尚未正式确定。该地层系最初设想包含了可追溯至45亿年前形成地壳的岩石单元。然而，美国宇航局戈达德太空飞行中心的赫伯特·弗雷（Herbert Frey）使用火星轨道器激光高度计（MOLA）数据进行的研究表明，火星南部高地包含了许多被掩埋的撞击盆地（称为准圆形洼地，缩写“QCDs”），这些盆地比可看到的诺亚时代地表更古老，并且早于希腊撞击，他建议应将希腊撞击标志为诺亚系的基础。如果弗雷看法是正确的，那么火星高地的大部分基岩都应属于41亿多年前的前诺亚时代。
整个诺亚系可细分为三种年代地层“统”：下诺亚统、中诺亚统和上诺亚统。统是以“参考物”或行星地表上显示独特地质事件的位置为基础，可通过撞击坑年龄和地层所处层次在时间上识别。例如上诺亚统的参考物是阿耳古瑞盆地以东一处介于陨坑与平原中间的平坦区，该平原叠加在（古老的）中诺亚统更凹凸不平的地形上，反过来又被撞击坑较少的脊状平原-下赫斯珀里亚统（更年轻）所覆盖。三种诺亚统对应的地质时期（地质年代）单元为早诺亚世、中诺亚世和晚诺亚世。请注意，世是纪的细分，这两条术语在正式地层学中并不同义。
地层术语常常让地质学家和非地质学家都感到困惑，解决难题的一种方法是通过以下示例：您可以很轻松地前往俄亥俄州辛辛那提去参观奥陶系上奥陶“统”中的岩石露头，您甚至可以在那里收集到三叶虫化石。但是，您无法访问奥陶“纪”时期的晚奥陶“世”并收集到一只真正的三叶虫。
以地球为基础的正式地层命名方案已成功应用于火星数十年了，但仍有许多缺陷。毫无疑问，随着越来越多更好的数据可用，该方案将会得到进一步的完善或更新（请参阅下面的矿物学时间表作为替代方案的示例）。为更全面了解火星地质史和年代学，显然有必要从已确认的地表单元获得样品的辐射地质龄。

## 诺亚纪时期的火星

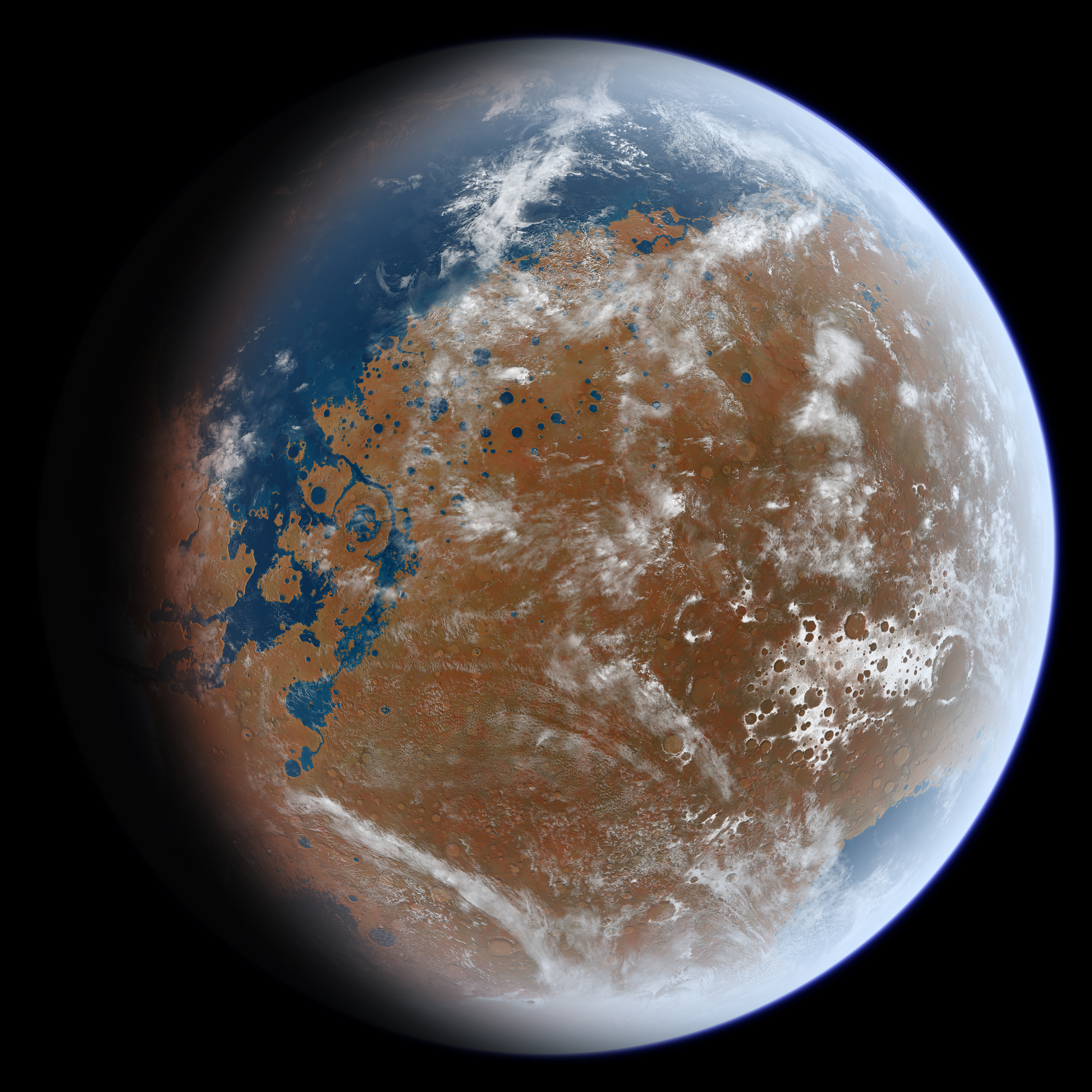
艺术家对早期湿润火星的印象图，显示了晚赫斯珀里亚世的特征（溢出河道），因此，这并不能提供一幅准确的诺亚时代火星图片，但从太空看，火星的整体外观可能相似，特别值得一提的是，北半球有一大片浩瀚的海洋（左上角）和一座覆盖了希腊平原的海（右下角）。

诺亚纪与后续时代的区别在于，地表岩石的高撞击、侵蚀、河谷形成、火山活动率以及地表岩石风化产生了丰富的页硅酸盐（粘土矿物），这些过程意味着全球气候更加湿润，至少出现了阶段性的温暖环境。

### 撞击坑
月球陨石坑记录表明，40亿年前太阳系内的撞击率是今天的500倍。在诺亚纪期间，火星上每百万年就会形成一座直径约100公里的陨石坑，而小型撞击的速率更是呈指数级增长。如此高的撞击率使地壳破裂至数公里深，并在星球表面留下厚厚的喷发沉积物。巨大撞击所释放出的大量炽热喷射物，将大气和地表加热至高温，从而对气候产生深远的影响。高撞击率很可能是通过撞击侵蚀消除火星早期大气的一种原因。

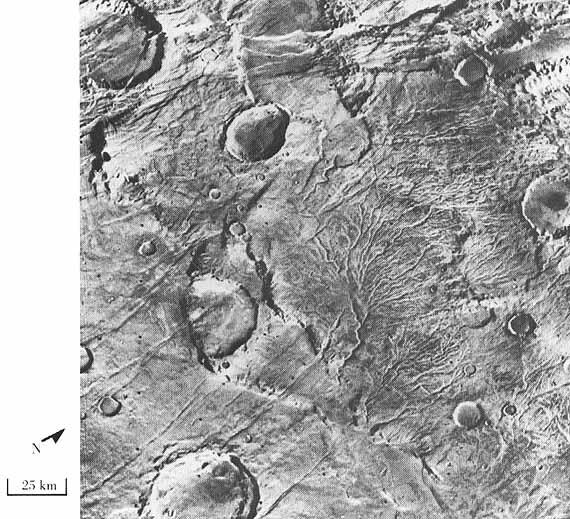
海盗号轨道飞行器所看到的瓦伊哥谷分支河谷网道（陶玛西亚区）。像这样的河谷网道提供了一些最有力的证据，证明火星早期曾发生地表径流。

与月球类似，频繁的撞击在上部地壳中产生了一种断裂基岩和角砾岩带，称之为粗风化层，粗风化层的高孔隙率和渗透性可让地下水深度渗透。撞击产生的热量与地下水发生反应，产生了可被嗜热微生物利用的长寿型热液系统，如果存在的话。模拟古火星地壳中热量和流体流动的计算机模型表明，撞击产生的热液系统寿命，在撞击后可能长达数十到数百万年。

### 侵蚀和河谷系统
大多数大型诺亚纪陨石坑都呈现出磨损的外观，坑缘被严重侵蚀，内部堆满沉积物。诺亚纪陨石坑的退化状态，与只比它年轻数亿年、外观近乎原始的赫斯珀里亚纪陨坑比，侵蚀率要高（大约1000到100000倍），表明诺亚纪比随后时期的侵蚀率更严重。南部高地存在的部分侵蚀（蚀刻）地形表明，在诺亚时期，多达1公里厚的地层受到侵蚀。这种高侵蚀率虽然仍低于平均地球上的平均侵蚀率，但被认为反映了更湿润、也许更温暖的环境条件。
诺亚纪期间的高侵蚀率可能是由降水和地表径流所致，火星上许多（但不是全部）诺亚纪年代的地形被河谷系统密集分割。河谷系统是指河谷的一系列的分支谷道，表面类似于地球上的河流流域。尽管它们的主要起源（降雨侵蚀、地下水侵蚀或融雪）仍存有争议，但河谷网道在随后的火星时期却非常罕见，这反映了诺亚时代独特的气候条件。
在南部高地，至少已确认了河谷系统形成于两个独立的阶段。从诺亚纪早期至中期形成的河谷显示出密集、完整的支流布局，与地球沙漠地区降雨形成的水系非常相似；从诺亚纪晚期至赫斯珀里亚早期形成的较年轻河谷，一条河流通常只有几条短粗的支流，河洲（支流之间的高地区）宽阔且未分割。这些特征表明，较年轻的河谷主要由地下水侵蚀而成。如果这种随时间变化的河谷形态趋势是真实的，这将表明气候发生了改变，从相对温暖潮湿，偶尔会有降雨的火星，转变成很少或根本没有降雨的更干燥寒冷的火星。

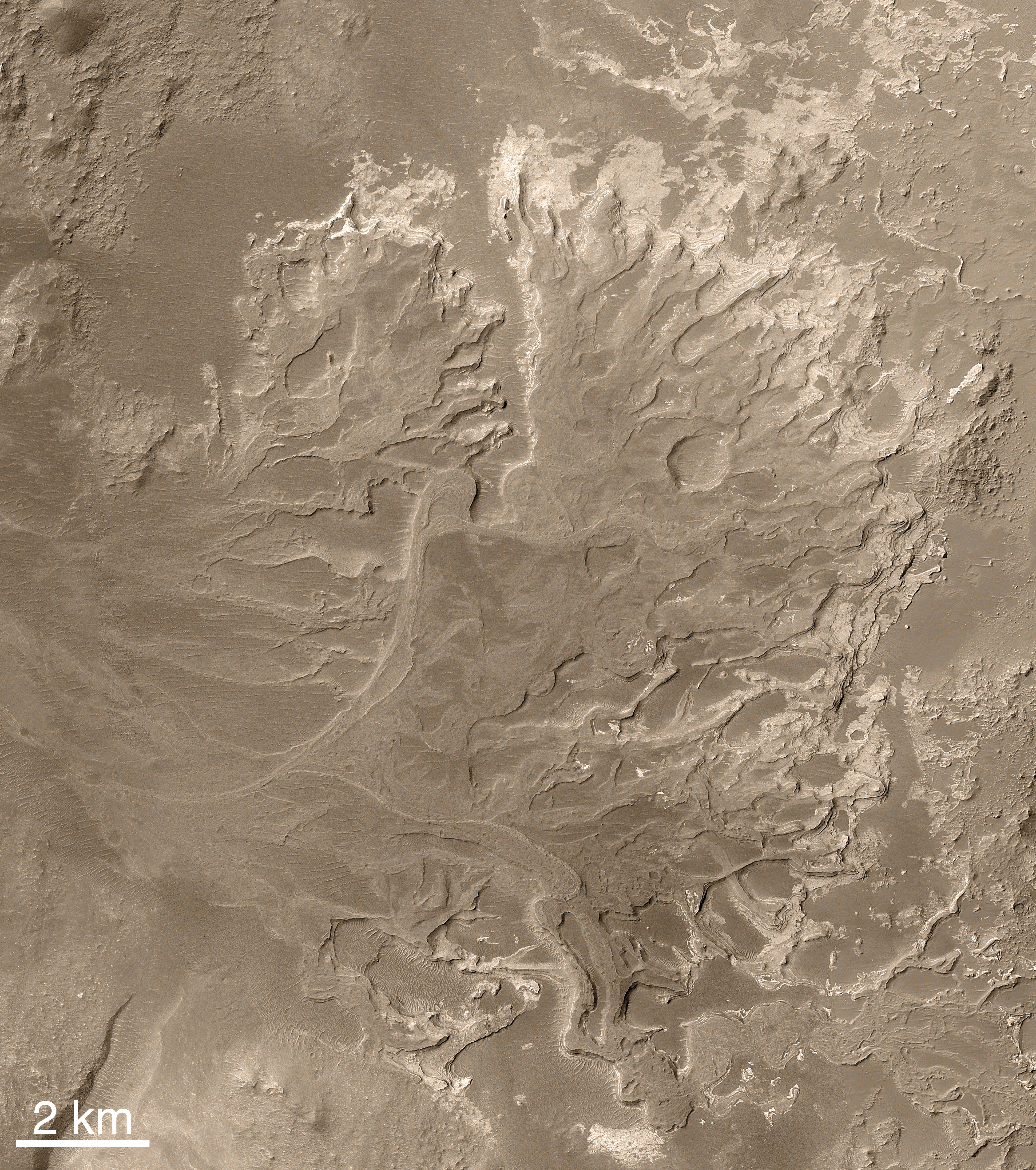
火星全球探勘者号拍摄的埃伯斯瓦尔德撞击坑中的三角洲照片。

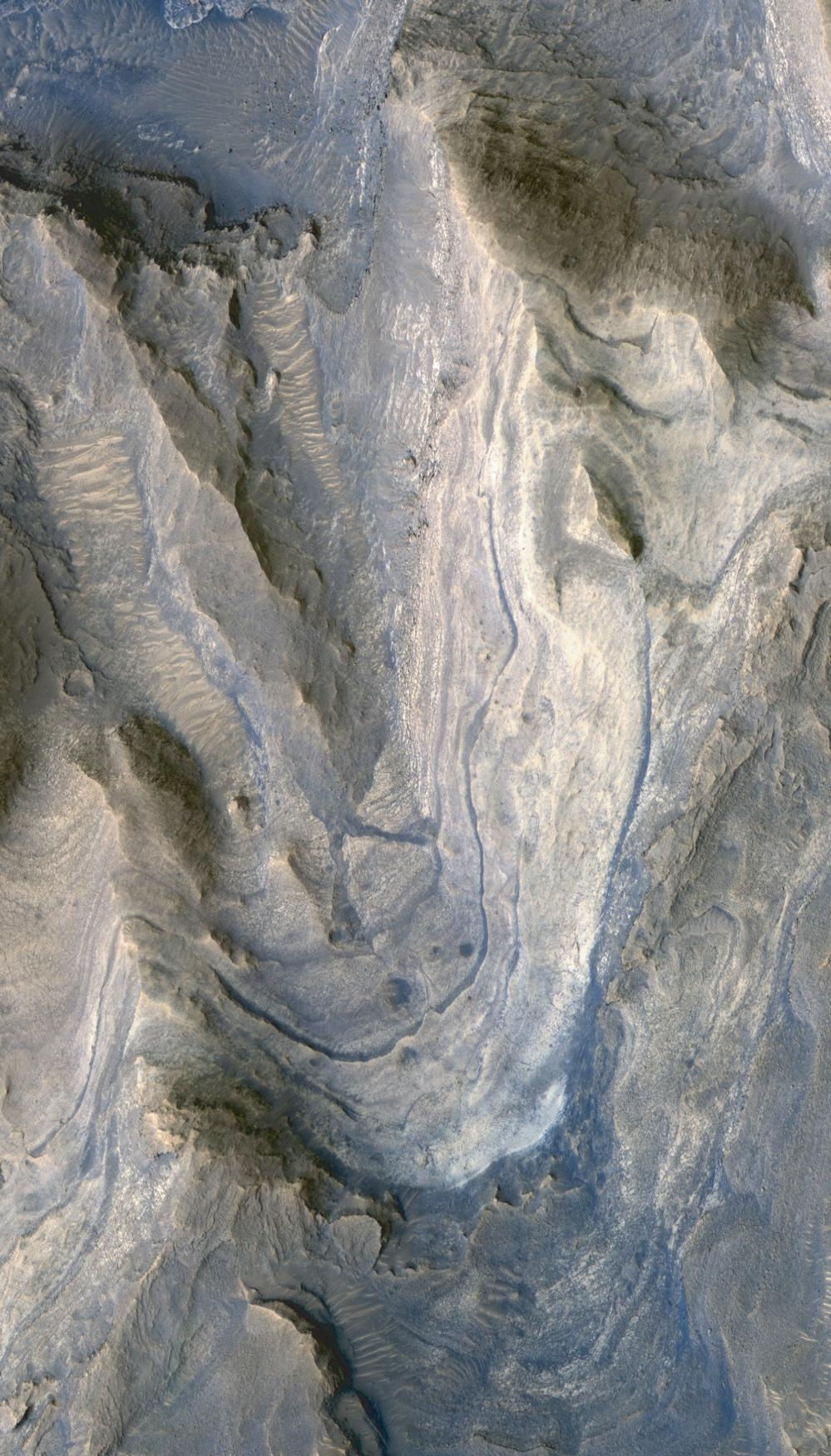
高分辨率成像科学设备观察到的盖尔撞击坑中裸露的硫酸盐和页硅酸盐层。

### 湖泊和海洋
从河谷水系中排出的流水在低洼的陨石坑内和陨坑间的区域洼地中形成了大型湖泊。在南部高地已发现了200多座诺亚纪湖床，其中一些大如地球上的贝加尔湖或里海。许多诺亚纪陨石坑显示了从一侧流入，从另一侧流出的河道。这表明坑内一定存在过大型湖泊，至少是暂时的，以便湖水升至足够高的水位，冲破对面坑壁而出。在河谷进入的陨坑底部，通常存在河流三角洲或冲积扇。特别引人注目的示例出现在埃伯斯瓦尔德撞击坑、霍顿撞击坑和尼利槽沟地区（耶泽罗撞击坑），其他大型陨石坑（如盖尔撞击坑）则显示出精细分层的内部沉积物或土堆，可能由堆积在湖底的淤积物所形成。
火星北半球大部分地区海拔高度都较南部高地约低5公里，这一分界线自前诺亚纪时代就已存在。诺亚纪期间从南部高地溢出的水流预计会汇集在北半球，形成一座海洋-“北海”（Oceanus Borealis）。遗憾的是，诺亚海的存在及性质目前仍无法确定，因为随后的地质活动抹去了大部分的地貌证据。沿火星分界线已确认了数处可能的诺亚和赫斯珀里亚时代的海岸线痕迹，但这一证据受到质疑。在希腊平原内测绘的古海岸线以及其随同的其他地貌证据表明，诺亚纪时期，希腊盆地内坐落了一座被冰覆盖的巨大湖泊或海洋。2010年，研究人员利用三角洲和河谷网道的全球分布来论证北半球诺亚海岸线的存在。尽管缺乏地貌证据，但如果诺亚纪火星拥有大量的水资源和温暖的环境，正如其他证据所表明的那样，那么几乎可以肯定，大量的液态水会聚集在区域低洼地带，如北部低地盆地和希腊盆地。

### 火山活动
诺亚纪也是一段火山活动强烈的时期，大部分集中在塔尔西斯地区。塔尔西斯隆起的主体被认为是在诺亚纪末期累积起来的，塔尔西斯的增长可能对火星大气的形成和地表岩石风化起到了重要作用。据估计，塔尔西斯隆起包含了约3亿公里3火成物质。假设形成塔尔西斯的岩浆所含二氧化碳（CO2）和水蒸气的比例，与在夏威夷玄武质熔岩中观察到的情况大致相当，那么，塔尔西斯岩浆释放出的气体总量可能会产生1.5巴的二氧化碳气体和全球120米深的水层。

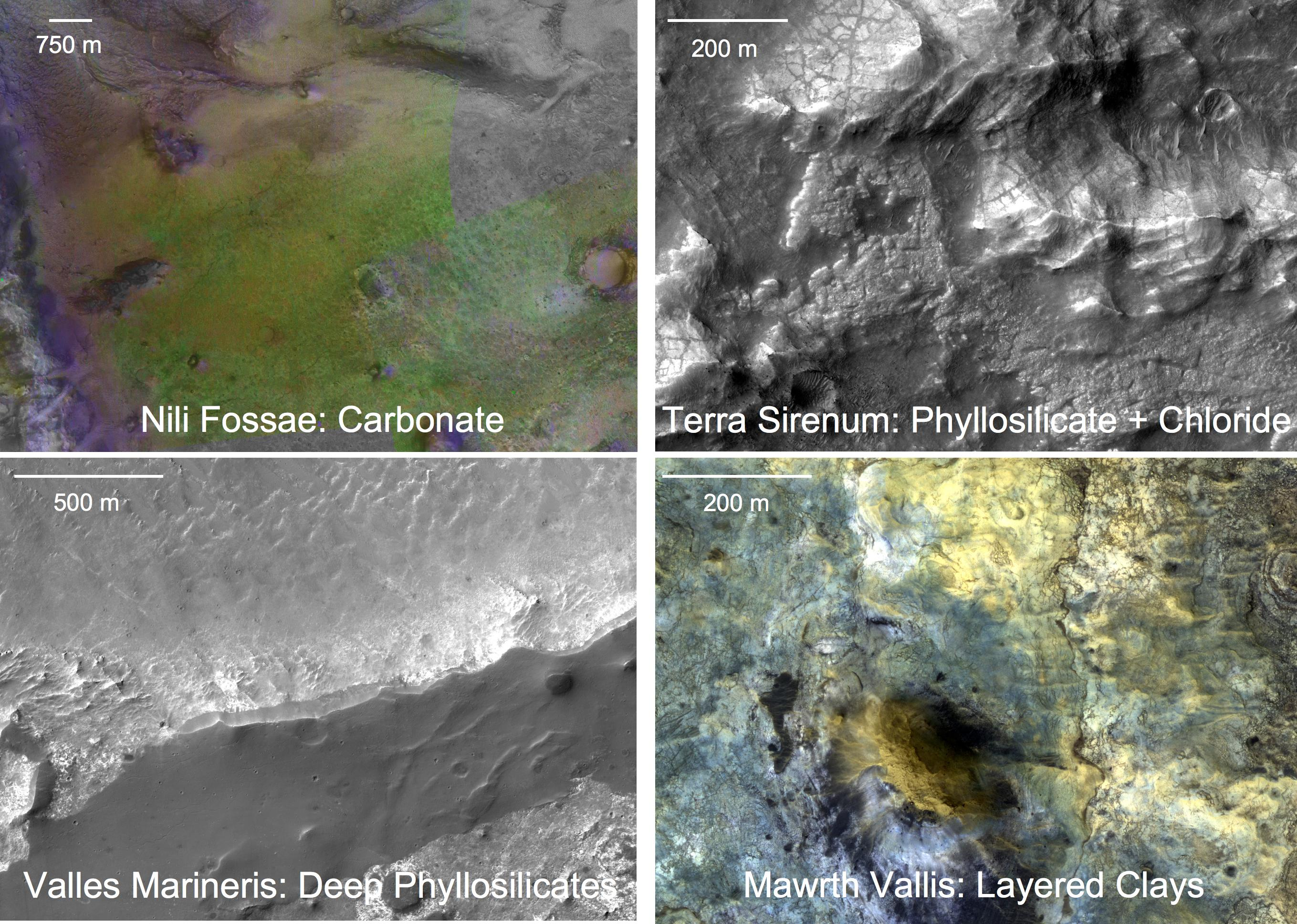
四块下诺亚统岩石露头显示了水蚀变矿物的光谱特征（来自火星勘测轨道飞行器火星专用小型侦察影像频谱仪和高分辨率成像科学设备的图像）。

塔尔西斯地区以外的坑洼高地也发生了大范围的火山活动，但由于地表被严重撞击改变，几乎没留下多少地貌证据。来自轨道器的光谱证据表明高地岩石的主要成分是由辉石、斜长石和橄榄石等矿物构成的玄武岩。火星探测漫游者“勇气号”火星车在哥伦比亚丘陵所勘测的岩石可能是遍布火星的典型诺亚纪高地岩石，这些岩石主要为退化的玄武岩，具有各种质地，表明因撞击和热液蚀变而严重破裂和角砾岩化。哥伦比亚丘陵的其它一些岩石可能形成于火山碎屑流。

### 风化产物
诺亚时代岩石中的橄榄石丰度很重要，因为当橄榄石暴露于水中时会迅速风化成粘土矿物（页硅酸盐）。因此，橄榄石的存在表明早期火星上并未发生全球性持续的水侵蚀。然而，从轨道上对诺亚纪露头进行的光谱和地层学研究表明，橄榄石主要仅限于上（晚）诺亚统岩石中。在火星上许多地区（最明显的是尼利槽沟和马沃斯谷），随后的侵蚀或撞击暴露了富含页硅酸盐的更老的前诺亚纪和下诺亚统单元，页硅酸盐需要在富含水的碱性环境中才能形成。2006 年，研究人员利用火星快车号探测器上的光学与红外矿物光谱仪（OMEGA）数据，提出了一种对应地表水和水风化较为普遍的前诺亚纪/早诺亚世的新火星时代-“硅期”（Phyllocian），并还提出了两个后续时代，即“硫期”（Theiikian）和“铁期”（Siderikian）。硅期与火星早期形成河谷水系的时代有关，人们认为，这一时代的沉积物是寻找火星上过去生命证据的最佳候选地。

## 另请查看
- 火星地质

## 备注
1. ↑  直径大于100米的越地小行星的大小分布遵循逆幂律曲线，形式为N−2.5，其中 N 为大于直径 D 的小行星数量[34]，直径较小的小行星比直径较大的小行星数量多得多。

## 参引资料
1. ↑  Amos, Jonathan. . BBC News. 10 September 2012  [2021-09-11]. （原始内容存档于2017-12-12）.
2. 1 2  Tanaka, K.L. . J. Geophys. Res. 1986, 91 (B13): E139–E158  [2021-09-11]. Bibcode:1986JGR....91..139T. doi:10.1029/JB091iB13p0E139. （原始内容存档于2021-12-16）.
3. 1 2 3 4 5 6 7 8 9 10 11 12 13 14  Carr, M.H.; Head, J.W. . Earth Planet. Sci. Lett. 2010, 294 (3–4): 185–203  [2021-09-11]. Bibcode:2010E&PSL.294..185C. doi:10.1016/j.epsl.2009.06.042. （原始内容存档于2020-12-21）.
4. ↑  Abramov, O.; Mojzsis, S.J. . Nature. 2009, 459 (7245): 419–422. Bibcode:2009Natur.459..419A. PMID 19458721. S2CID 3304147. doi:10.1038/nature08015.
5. ↑  Grotzinger, J. . Nature Geoscience. 2009, 2 (4): 231–233. doi:10.1038/ngeo480.
6. ↑  Grant, J.A.;  et al.  (PDF). Planet. Space Sci. 2010, 59 (11–12): 1114–1127  [2021-09-11]. doi:10.1016/j.pss.2010.06.016. （原始内容 (PDF)存档于2011-09-29）.
7. 1 2  Craddock, R. A.; Howard, A.D. . J. Geophys. Res. 2002, 107 (E11): 5111. Bibcode:2002JGRE..107.5111C. doi:10.1029/2001JE001505.
8. ↑  Malin, M.C.; Edgett, K.S. . Science. 2003, 302 (5652): 1931–1934. Bibcode:2003Sci...302.1931M. PMID 14615547. S2CID 39401117. doi:10.1126/science.1090544.
9. ↑  Irwin, R.P.;  et al. . Science. 2002, 296 (5576): 2209–12. Bibcode:2002Sci...296.2209R. PMID 12077414. S2CID 23390665. doi:10.1126/science.1071143.
10. ↑  Clifford, S.M.; Parker, T.J. . Icarus. 2001, 154 (1): 40–79. Bibcode:2001Icar..154...40C. doi:10.1006/icar.2001.6671.
11. 1 2  Di Achille, G.; Hynek, B.M. . Nature Geoscience. 2010, 3 (7): 459–463. Bibcode:2010NatGe...3..459D. doi:10.1038/NGEO891.
12. 1 2  Bibring, J.-P.;  et al. . Science. 2006, 312 (5772): 400–404. Bibcode:2006Sci...312..400B. PMID 16627738. doi:10.1126/science.1122659 .
13. ↑  Bishop, J.L.;  et al.  (PDF). Science (Submitted manuscript). 2008, 321 (5890): 830–833  [2021-09-11]. Bibcode:2008Sci...321..830B. PMC 7007808 . PMID 18687963. doi:10.1126/science.1159699. （原始内容 (PDF)存档于2022-03-02）.
14. 1 2 3  Scott, D.H.; Carr, M.H. (1978). Geologic Map of Mars. U.S. Geological Survey Miscellaneous  Investigations Series Map I-1083.
15. ↑  Strom, R.G.; Croft, S.K.; Barlow, N.G. (1992) The Martian Impact Cratering Record in Mars, H.H. Kieffer et al., Eds.; University of Arizona Press: Tucson, AZ, pp. 383–423.
16. ↑  Tanaka, K.L. et al. (2014). Geologic Map of Mars. U.S. Geological Survey Scientific Investigations Map 3292, pamphlet
17. ↑  Scott, D.H.; Tanaka, K.L. (1986). Geologic Map of the Western Equatorial Region of Mars. U.S. Geological Survey Miscellaneous Investigations Series Map I–1802–A.
18. ↑  Greeley, R.; Guest, J.E. (1987). Geologic Map of the Eastern Equatorial Region of Mars. U.S. Geological Survey Miscellaneous Investigations Series Map I–1802–B.
19. ↑  McCord, T.M. et al. (1980). Definition and Characterization of Mars Global Surface Units: Preliminary Unit Maps. 11th Lunar and Planetary Science Conference: Houston: TX, abstract #1249, pp. 697–699.  http://www.lpi.usra.edu/meetings/lpsc1980/pdf/1249.pdf （页面存档备份，存于）.
20. ↑  Greeley, R. (1994) Planetary Landscapes, 2nd ed.; Chapman & Hall: New York, p. 8 and Fig. 1.6.
21. ↑  See Mutch, T.A. (1970). Geology of the Moon: A Stratigraphic View; Princeton University Press: Princeton, NJ, 324 pp. and Wilhelms, D.E. (1987). The Geologic History of the Moon, USGS Professional Paper 1348; http://ser.sese.asu.edu/GHM/ （页面存档备份，存于） for reviews of this topic.
22. ↑  Wilhelms, D.E. (1990). Geologic Mapping in Planetary Mapping, R. Greeley, R.M. Batson, Eds.; Cambridge University Press: Cambridge UK, p. 214.
23. ↑  Tanaka, K.L.; Scott, D.H.; Greeley, R. (1992). Global Stratigraphy in Mars, H.H. Kieffer et al., Eds.; University of Arizona Press: Tucson, AZ, pp. 345–382.
24. 1 2 3  Nimmo, F.; Tanaka, K. . Annu. Rev. Earth Planet. Sci. 2005, 33: 133–161. Bibcode:2005AREPS..33..133N. doi:10.1146/annurev.earth.33.092203.122637.
25. ↑  国际地层委员会.  (PDF).   [2009-09-25].
26. 1 2  Eicher, D.L.; McAlester, A.L. (1980). History of the Earth; Prentice-Hall: Englewood Cliffs, NJ, pp 143–146, ISBN 0-13-390047-9.
27. ↑  Masson, P.; Carr, M.H.; Costard, F.; Greeley, R.; Hauber, E.; Jaumann, R. . Space Sciences Series of ISSI 96. 2001: 352. ISBN 978-90-481-5725-9. doi:10.1007/978-94-017-1035-0_12. |journal=被忽略 (帮助)
28. ↑  Hartmann, W.K.; Neukum, G. (2001). Cratering Chronology and Evolution of Mars. In Chronology and Evolution of Mars, Kallenbach, R. et al. Eds., Space Science Reviews, 96: 105–164.
29. ↑  Frey, H.V. (2003). Buried Impact Basins and the Earliest History of Mars. Sixth International Conference on Mars, Abstract #3104. http://www.lpi.usra.edu/meetings/sixthmars2003/pdf/3104.pdf （页面存档备份，存于）.
30. ↑  Masson, P. . Space Science Reviews. 1991, 56 (1–2): 9–12. S2CID 121719547. doi:10.1007/bf00178385.
31. ↑  Tanaka, K.L. (2001). The Stratigraphy of Mars: What We Know, Don't Know, and Need to Do. 32nd Lunar and Planetary Science Conference, Abstract #1695. http://www.lpi.usra.edu/meetings/lpsc2001/pdf/1695.pdf （页面存档备份，存于）.
32. ↑  Carr, 2006, p. 41.
33. ↑  Carr, 2006, p. 23.
34. ↑  Carr, 2006, p. 24.
35. ↑  Davis, P.A.; Golombek, M.P. . J. Geophys. Res. 1990, 95 (B9): 14231–14248. Bibcode:1990JGR....9514231D. doi:10.1029/jb095ib09p14231.
36. ↑  Segura, T.L.;  et al. . Science. 2002, 298 (5600): 1977–1980. PMID 12471254. S2CID 12947335. doi:10.1126/science.1073586.
37. ↑  Melosh, H.J.; Vickery, A.M. . Nature. 1989, 338 (6215): 487–489. Bibcode:1989Natur.338..487M. PMID 11536608. S2CID 4285528. doi:10.1038/338487a0.
38. ↑  Carr, 2006, p. 138, Fig. 6.23.
39. ↑  Squyres, S.W.; Clifford, S.M.; Kuzmin, R.O.; Zimbelman, J.R.; Costard, F.M. (1992). Ice in the Martian Regolith in Mars, H.H. Kieffer et al., Eds.; University of Arizona Press: Tucson, AZ, pp. 523–554.
40. ↑  Abramov, O.; Kring, D.A. . J. Geophys. Res. 2005, 110 (E12): E12S09. Bibcode:2005JGRE..11012S09A. doi:10.1029/2005JE002453 .
41. ↑  Golombek, M.P.; Bridges, N.T. (2000). Climate Change on Mars Inferred from Erosion Rates at the Mars Pathfinder Landing Site. Fifth International Conference on Mars, 6057.
42. ↑  Andrews; Hanna, J. C.; Lewis, K. W. . J. Geophys. Res. 2011, 116 (E2): E02007. Bibcode:2011JGRE..116.2007A. doi:10.1029/2010JE003709 .
43. ↑  Craddock, R.A.; Maxwell, T.A. . J. Geophys. Res. 1993, 98 (E2): 3453–3468. Bibcode:1993JGR....98.3453C. doi:10.1029/92je02508.
44. ↑  Harrison, K. P.; Grimm, R.E. . J. Geophys. Res. 2005, 110 (E12): E12S16. Bibcode:2005JGRE..11012S16H. doi:10.1029/2005JE002455 .
45. ↑  Fassett, C.I.; Head, J.W. . Icarus. 2008, 198 (1): 37–56. Bibcode:2008Icar..198...37F. CiteSeerX 10.1.1.455.713 . doi:10.1016/j.icarus.2008.06.016.
46. ↑  Carr, 2006, p. 160.
47. ↑  Carr, 2006, p. 78.
48. ↑  Baker, V. R.; Strom, R. G.; Gulick, V. C.; Kargel, J. S.; Komatsu, G. . Nature. 1991, 352 (6336): 589–594. Bibcode:1991Natur.352..589B. S2CID 4321529. doi:10.1038/352589a0.
49. ↑  Parker, T. J.; Saunders, R. S.; Schneeberger, D. M. . Icarus. 1989, 82 (1): 111–145. Bibcode:1989Icar...82..111P. doi:10.1016/0019-1035(89)90027-4.
50. ↑  Fairén, A. G.; Dohm, J. M.; Baker, V. R.; de Pablo, M. A.; Ruiz, J.; Ferris, J.; Anderson, R. M.  (PDF). Icarus. 2003, 165 (1): 53–67  [2021-09-11]. Bibcode:2003Icar..165...53F. doi:10.1016/s0019-1035(03)00144-1. （原始内容 (PDF)存档于2020-12-10）.
51. ↑  Malin, M.; Edgett, K. . Geophys. Res. Lett. 1999, 26 (19): 3049–3052. Bibcode:1999GeoRL..26.3049M. doi:10.1029/1999gl002342 .
52. ↑  Ghatan, G. J.; Zimbelman, J. R. . Icarus. 2006, 185 (1): 171–196. Bibcode:2006Icar..185..171G. doi:10.1016/j.icarus.2006.06.007.
53. ↑  Moore, J.M.; Wilhelms, D.E. . Icarus. 2001, 154 (2): 258–276. Bibcode:2001Icar..154..258M. doi:10.1006/icar.2001.6736. hdl:2060/20020050249 .
54. ↑  Phillips, R.J.;  et al. . Science. 2001, 291 (5513): 2587–2591. Bibcode:2001Sci...291.2587P. PMID 11283367. S2CID 36779757. doi:10.1126/science.1058701.
55. ↑  Mustard, J.F.;  et al. . Science. 2005, 307 (5715): 1594–1597. PMID 15718427. S2CID 15548016. doi:10.1126/science.1109098.
56. ↑  Carr, 2006, p. 16-17.
57. ↑  Carter J.; Poulet F.; Ody A.; Bibring J.-P.; Murchie S. (2011). Global Distribution, Composition and Setting of Hydrous Minerals on Mars: A Reappraisal. 42nd Lunar and Planetary Science Conference, LPI: Houston, TX, abstract #2593. http://www.lpi.usra.edu/meetings/lpsc2011/pdf/2593.pdf （页面存档备份，存于）.
58. ↑  Rogers, A. D.; Fergason, R.L. . J. Geophys. Res. 2011, 116 (E8): E08005. Bibcode:2011JGRE..116.8005R. doi:10.1029/2010JE003772 .

参考文献
- Carr, Michael, H. (2006). The Surface of Mars; Cambridge University Press: Cambridge, UK, ISBN 978-0-521-87201-0.

## 延伸阅读
- Boyce, Joseph, M. (2008). The Smithsonian Book of Mars; Konecky & Konecky: Old Saybrook, CT, ISBN 978-1-58834-074-0
- Hartmann, William, K. (2003). A Traveler’s Guide to Mars: The Mysterious Landscapes of the Red Planet; Workman: New York, ISBN 0-7611-2606-6.
- Morton, Oliver (2003). Mapping Mars: Science, Imagination, and the Birth of a World; Picador: New York, ISBN 0-312-42261-X.